# Thomas Brottman
Thomas Brottman, född 3 januari 1971, är en svensk innebandytränare och tidigare spelare. Han är förbundskapten för det svenska innebandylandslaget.
Brottman har fyra SM-guld som spelare (1993, 1996, 1998 och 2004) och sju som tränare (2011, 2012, 2014, 2015, 2017, 2020, 2021). Som tränare har han också vunnit Champions Cup fyra gånger (2012, 2014, 2015 och 2017) och VM två gånger (2021, 2022). 

## Klubbar

### Som spelare
- 1990–1997 Balrog IK
- 1997-1998 Warberg IC
- 1998-2004 Balrog IK[4]
- 2004–2007 IBF Falun

### Som tränare
- 2008–2010 IBF Falun
- 2010–2012 Storvreta IBK
- 2012–2013 Warberg IC
- 2013–2021 IBF Falun
- 2021– Sveriges herrlandslag

## Mål och assist
Brottman spelade 275 matcher i högsta serien, och gjorde 106 mål och 106 assist. Han spelade 22 landskamper, med sju mål och tolv assist.